# Nikifor Tartyszew
Nikofor Nikiforowicz Tartyszew (ros. Никифор Никифорович Тартышев, ur. 12 marca 1920 w Imanie w obwodzie nadmorskim, zm. 8 stycznia 2008 w Moskwie) – radziecki działacz partyjny.

## Życiorys
Ukończył technikum górnicze, w latach 1940-1946 służył w Armii Czerwonej, brał udział w wojnie z Niemcami. Od 1944 należał do WKP(b), między 1946 a 1947 uczył się w obwodowej szkole partyjnej w Czycie, kolejno w latach 1947-1954 pracował w Komitecie Obwodowym WKP(b)/KPZR w Czycie, jednocześnie był lektorem i kierownikiem grupy lektorskiej Komitetu Miejskiego WKP(b)/KPZR w Czycie. W 1950 zaocznie ukończył Czytyjski Państwowy Instytut Pedagogiczny, między 1954 a 1955 był II sekretarzem Komitetu Miejskiego KPZR w Czycie, a potem (1955-1957) I sekretarzem Czernowskiego Komitetu Rejonowego KPZR w obwodzie czytyjskim, w latach 1957-1959 kierował wydziałem Komitetu Obwodowego KPZR w Czycie. W 1959 zaocznie ukończył Wyższą Szkołę Partyjną przy KC KPZR, między 1959 a 1961 pełnił funkcję I sekretarza Komitetu Miejskiego KPZR w Czycie, od 1961 do stycznia 1963 był sekretarzem Czytyjskiego Komitetu Obwodowego KPZR, a od stycznia 1963 do grudnia 1964 I sekretarzem Czytyjskiego Przemysłowego Komitetu Obwodowego KPZR. Od grudnia 1964 do 1971 II sekretarz Komitetu Obwodowego KPZR w Czycie, od 5 marca 1971 do 25 kwietnia 1975 II sekretarz KC Komunistycznej Partii Kirgistanu, od 9 kwietnia 1971 do 24 lutego 1976 zastępca członka KC KPZR, później członek Komitetu Kontroli Partyjnej przy KC KPZR. Odznaczony Orderem Czerwonego Sztandaru Pracy (1966) i Orderem Znak Honoru (1957). Deputowany do Rady Najwyższej ZSRR IX kadencji. Pochowany na Cmentarzu Chowańskim w Moskwie.